# 谢尔盖·卡赞科夫
谢尔盖·伊万诺维奇··卡赞科夫（羅馬化：Sergey Ivanovich Kazankov；1972年9月9日—）是俄罗斯政治人物，第七届、第八届国家杜马代表。
谢尔盖·卡赞科夫的父亲伊万·卡赞科夫也是一位杜马议员。尽管卡赞科夫毕业于喀山国立医科大学，但他离开了这个行业并从事农业。2000年，他成为“Zvenigovsky”肉类包装厂的总经理。2000年至2016年，他担任第三、四、五、六届马里埃尔共和国国家议会代表。2016年，他当选第七届国家杜马代表。 2021年9月起担任第八届国家杜马代表。

## 制裁
卡赞科夫于2022年因俄乌战争而受到英国政府制裁。